# ジェツン・ペマ・ワンチュク
ジェツン・ペマ・ワンチュク（རྗེ་བརྒྱུད་པདྨ：1990年6月4日 - ）は、ブータン王国の第5代国王ジグミ・ケサル・ナムゲル・ワンチュクの王妃。
父親は国営航空会社ドゥルクエアーの元パイロットで、現在はバーレーンエア勤務。母親は王室に連なる名家の出身。
姉・妹・弟2人の兄弟姉妹がおり、王妃は5人のうち二女である。

## 経歴
7歳の頃に、当時17歳のジグミ・ケサル・ナムゲル・ワンチュク王子（現・国王）から「大人になって独身であったら結婚しよう」とプロポーズされた。
高校時代はバスケットボールチームのキャプテンを務め、卒業後は英国のリージェンツ・カレッジで国際関係論と美術史を学んでいたほか、ゾンカ語・英語・ヒンディー語に堪能。

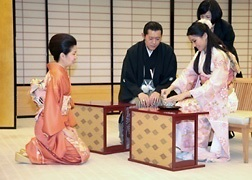
2011年11月21日、国賓訪問中の日本・京都で

2011年5月20日に結婚を発表、同年10月13日に古都プナカで華やかな仏教式を挙げ、翌11月にはワンチュク国王と共に国賓として日本を訪問した。
2016年2月5日、第一子となるジグミ・ナムゲル・ワンチュク王子を出産。
2020年3月19日、第二子となるジグミ・ウゲン・ワンチュク王子を出産。
2023年9月9日、第三子となるソナム・ヤンデン・ワンチュク王女を出産。

## 学歴
- チャンガンカ中学校 - ティンプー市
- 聖ジョゼフ修道院付属校 - インド西ベンガル州カリンポン市
- ルンテンザンパ高校 - ティンプー市
- ローレンス高校 - インド・ヒマーチャル・プラデーシュ州サナワール市
- リージェンツ大学（国際関係論専攻） - イギリス